# 1950年ウィンブルドン選手権
1950年 ウィンブルドン選手権（1950ねんウィンブルドンせんしゅけん、The Championships, Wimbledon 1950）に関する記事。イギリス・ロンドン郊外にある「オールイングランド・ローンテニス・アンド・クローケー・クラブ」にて開催。

## シード選手

### 男子シングルス
1. フランク・セッジマン　（準優勝）
2. ビル・タルバート　（ベスト8）
3. ヤロスラフ・ドロブニー　（ベスト4）　［1949年にチェコスロバキアから亡命、エジプト国籍を取得］
4. エリック・スタージェス　（ベスト8）
5. バッジ・パティー　（初優勝）
6. ガードナー・ムロイ　（ベスト8）
7. アーサー・ラーセン　（ベスト8）
8. ジョン・ブロムウィッチ　（4回戦）
9. ジェフ・ブラウン　（4回戦）
10. ケン・マグレガー　（4回戦）
11. ウィリアム・シッドウェル　（4回戦）
12. ビック・セイシャス　（ベスト4）
13. フレデリック・コバレスキー　（4回戦）
14. アービン・ドーフマン　（3回戦）
15. ディリップ・ボーズ　（2回戦、途中棄権）
16. ジョバンニ・クチェリ　（試合開始前に棄権）

### 女子シングルス
1. ルイーズ・ブラフ　（優勝、大会3連覇）
2. マーガレット・オズボーン・デュポン　（準優勝）
3. ドリス・ハート　（ベスト4）
4. パトリシア・カニング・トッド　（ベスト4）
5. シャーリー・フライ　（ベスト8）
6. ベティ・ハリソン　（ベスト8）
7. ガートルード・モラン　（ベスト8）
8. アネリセ・ボッシ　（1回戦）

### 男子ダブルス
1. ガードナー・ムロイ＆ ビル・タルバート
2. エイドリアン・クイスト＆ ジョン・ブロムウィッチ
3. ヤロスラフ・ドロブニー＆ エリック・スタージェス
4. ジェフ・ブラウン＆ ウィリアム・シッドウェル

### 女子ダブルス
1. ルイーズ・ブラフ＆ マーガレット・オズボーン・デュポン
2. ドリス・ハート＆ シャーリー・フライ
3. ガートルード・モラン＆ パトリシア・カニング・トッド
4. ベティ・ハリソン＆ ケイ・タッキー

### 混合ダブルス
1. エリック・スタージェス＆ ルイーズ・ブラフ
2. ビル・タルバート＆ マーガレット・オズボーン・デュポン
3. フランク・セッジマン＆ ドリス・ハート
4. ジェフ・ブラウン＆ パトリシア・カニング・トッド

## 大会経過

### 男子シングルス
準々決勝
- フランク・セッジマン vs.  アーサー・ラーセン　8-10, 5-7, 7-5, 6-3, 7-5
- ヤロスラフ・ドロブニー vs.  ガードナー・ムロイ　6-3, 6-4, 6-4
- ビック・セイシャス vs.  エリック・スタージェス　9-7, 6-8, 3-6, 6-2, 7-5
- バッジ・パティー vs.  ビル・タルバート　3-6, 6-4, 6-2, 6-3

準決勝
- フランク・セッジマン vs.  ヤロスラフ・ドロブニー　3-6, 3-6, 6-3, 7-5, 6-2
- バッジ・パティー vs.  ビック・セイシャス　6-3, 5-7, 6-2, 7-5

### 女子シングルス
準々決勝
- ルイーズ・ブラフ vs.  シャーリー・フライ　2-6, 6-3, 6-0
- ドリス・ハート vs.  バーバラ・スコフィールド　6-1, 6-1
- パトリシア・カニング・トッド vs.  ベティ・ヒルトン　6-2, 6-2
- マーガレット・オズボーン・デュポン vs.  ガートルード・モラン　6-4, 6-4

準決勝
- ルイーズ・ブラフ vs.  ドリス・ハート　6-4, 6-3
- マーガレット・オズボーン・デュポン vs.  パトリシア・カニング・トッド　8-6, 4-6, 8-6

## 決勝戦の結果
男子シングルス
- バッジ・パティー vs.  フランク・セッジマン　6-1, 8-10, 6-2, 6-3

女子シングルス
- ルイーズ・ブラフ vs.  マーガレット・オズボーン・デュポン　6-1, 3-6, 6-1

男子ダブルス
- エイドリアン・クイスト＆ ジョン・ブロムウィッチ vs.  ジェフ・ブラウン＆ ウィリアム・シッドウェル　7-5, 3-6, 6-3, 3-6, 6-2

女子ダブルス
- ルイーズ・ブラフ＆ マーガレット・オズボーン・デュポン vs.  ドリス・ハート＆ シャーリー・フライ　6-4, 5-7, 6-1

混合ダブルス
- エリック・スタージェス＆ ルイーズ・ブラフ vs.  ジェフ・ブラウン＆ パトリシア・カニング・トッド　11-9, 1-6, 6-4